# Île Lamarck
L'île Lamarck est une île rocheuse de l'archipel de Pointe-Géologie (terre Adélie), situé en mer Dumont-d'Urville (océan Austral) au large du continent antarctique.

## Description
L'île Lamarck est située dans la partie centrale de l'archipel de Pointe-Géologie, au sud-est de l'île des Pétrels dont elle est distante de 250 m. Elle se trouve dans le fatidique alignement NW-SE des îles Cuvier, du Lion et Buffon, mais s'est trouvée épargnée par la construction de la piste du Lion. L'île, qui fait un peu plus de 250 m de long sur 150 de large, est allongée dans une direction est–ouest ; elle atteint 21 m d'altitude au Chevalier.

## Histoire
Cartographiée en 1951 par la 4e expédition antarctique française en terre Adélie, l'île porte le nom du naturaliste français Jean-Baptiste de Lamarck (1744-1829). Le sommet de l'île, dénommé « le Chevalier », fait référence au patronyme complet de Lamarck : Jean-Baptiste Pierre Antoine de Monet, chevalier de La Marck.

## Faune et protection de l'environnement
Outre des rookeries de manchots Adélie établies un peu partout sur l'île (environ 1 400 couples), on y compte une cinquantaine de couples de pétrels de Wilson et une trentaine de couples de pétrels des neiges.
Depuis 1995, une « zone spécialement protégée de l'Antarctique » (ZSPA-120) est officiellement reconnue pour six territoires de l'archipel de Pointe-Géologie (îles Le Mauguen, Jean-Rostand, Lamarck et Claude-Bernard, nunatak du Bon-Docteur, et rookerie de manchots empereurs sur la glace de mer de la baie des Empereurs). À ce titre, l'accès à l'île Lamarck est réglementé.

### Webographie
- Ressources relatives à la géographie :   - Antarctic Names
  - Composite Gazetteer of Antarctica